# Sant Sebastià del Sull

Planta de l'església.

Sant Sebastià del Sull o Sant Sebastià del Monestir és un monestir benedictí situat a l'esquerra del riu Saldes, dins el terme municipal de Saldes (Berguedà). És una obra protegida com a bé cultural d'interès local.
La construcció inicial és preromànica (finals del segle ix). L'església es va reformar diverses vegades, es va ensorrar i construir de nou al segle xv. Del conjunt, actualment en runes, cal destacar la configuració de l'església del monestir. El doctor Manuel Riu i Riu hi dugué a terme diferents excavacions (entre els anys 1971 i 1977, en 8 campanyes), que serviren par a deixar al descobert, alliberant el conjunt de les runes d'una masia posterior, un edifici singular en l'arquitectura preromànica catalana i una necròpolis força important.

## Descripció

### Situació
El monestir està situat a uns 5 km de Saldes, per accedir-hi, des de la carretera B-400 (Guardiola de Berguedà a Saldes), cal agafar la pista que porta al Santuari de Gresolet (la pista surt a mà dreta, tot circulant en sentit Guardiola a Saldes, just abans d'enfilar el pont de Saldes). Seguim la pista tot descendent cap a la vall de Gresolet; en el punt baix de la pista trobem la casa-refugi el ferrer, lloc on hem de deixar el vehicle per tal de prendre el camí que ens conduirà a les runes del monestir. Prop de la casa (tot travessant el riu) trobaren un indicador que marca el camí a seguir cap al monestir, el sender és marcat amb marques blanc i verdes. en uns 10 min. de camí troben el monestir.

### Església
L'església de St. Sebastià del Sull devia ser model per les esglésies de planta centralitzada rodona, que foren construïes durant el segle xi la llarg del Llobregat. La planta rodona tenia 7,5 m. de diàmetre interior i un gruix de les parets d'1,4 m. Sembla que els fonaments de dita planta no foren resistents per sostenir la coberta de falsa volta, perquè aquesta s'enfonsà. La porta d'accés s'obria a la banda del ponent, i no es té certesa que aquesta tingués absidioles. A l'interior, un banc envoltava l'absis i la rotonda, que devia constituir l'únic seient. Arran de les excavacions foren trobats a l'interior de la rotonda enterraments d'infants, i d'un adult vell. No obstant, el cementiri de dita església estava situat a llevant i a extramurs; fou un cementiri per les famílies de la rodalia fins que el segle xviii el Santuari de Gresolet adquirí més importància.

### Monestir

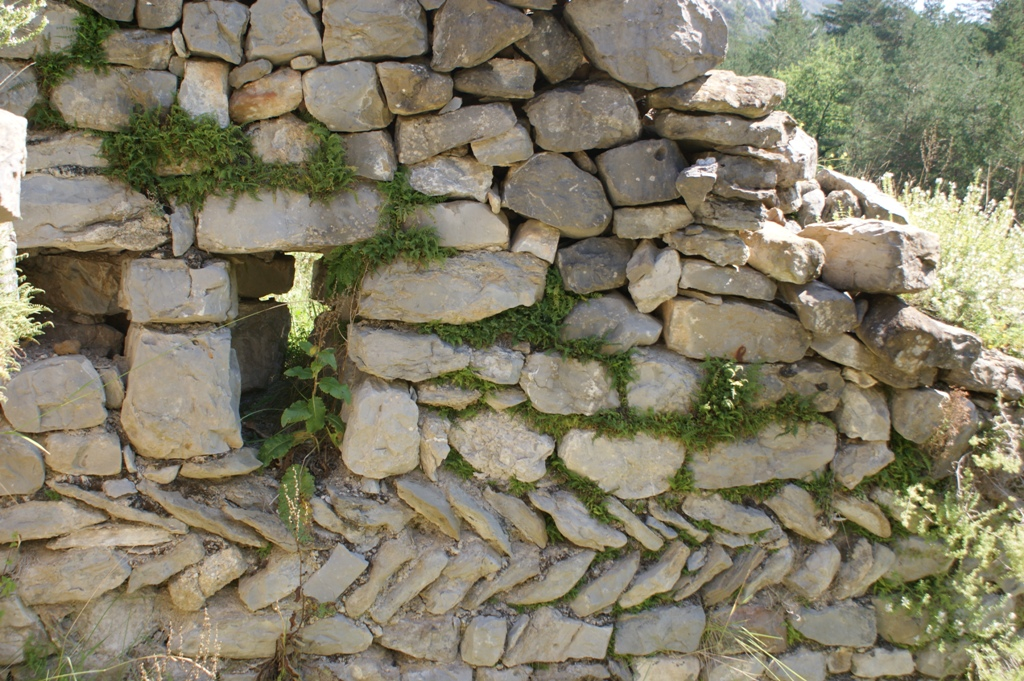
Detall dependències monestir, paret oest

A la banda de tramuntana del temple s'estenia el monestir, a una profunditat de 2,20m del nivell actual del sòl, format per una gran nau rectangular amb murs de 80cm de gruix, bastida a mitjan segle x i destruïda amb violència poc abans de mitjans del segle xi.
La nau té un paviment de terra argilosa barrejada amb calç i trepitjat, murs de filades irregulars amb alguns vestigis d'opus spicatum, arrebossats interiorment amb una capa de calç fina i lliscada, sòcol decorat amb mangra vermell. Probablement aquest espai s'utilitzés com a escola del monestir, ja que hi ha restes de grafits a les parets.
Al cantó de ponent d'aquesta sala hi hagué un passadís de migjorn a tramuntana, i a l'altre costat d'aquest hi havia una petita torre de pedra de planta quadrada que devia protegir l'entrada principal al recinte. Sembla que a finals del segle xv s'esfondraria la cúpula hemisfèrica que cobriria la rotonda i es bastí una nau trapezial aprofitant els paraments i convertint l'absis en sagristia tancada amb una porta. En aquesta època l'església encara mantenia el culte, però els habitatges estaven abandonats.

### Necròpolis
Al llarg de les excavacions dutes a terme es localitzaren un total de 120 enterraments, realitzats entre finals del segle ix i finals del segle xii. S'hi localitzaren 6 tipus d'enterrament:
- Sepultures de fossa simple amb coberta de lloses grans disposades horitzontalment damunt de la fossa, els laterals no eren coberts amb cap material i possiblement el difunt era dipositat dins d'un bagul de fusta (roure o alzina) unit per tacons de fusta. Les fosses d'aquest tipus són considerades les més antigues.
- Sepultures en forma de cista, planta ovalada amb coberta doble o senzilla i amb perdre o lloses a les parets laterals. Datades d'inici del segle x.
- Sepultures en forma de cista o caixa de lloses, planta rectangular amb parets de lloses grans ben treballades. Datades al segle xi (majoritàriament)
- Sepultures en forma de cista o caixa de lloses, planta trapezoïdal amb parets de lloses grans ben treballades. Algunes amb peces de pedra formant una capçalera antropomorfa. Aquestes últimes es daten de finals del segle xii.
- Sepultures senzilles de fossa, sense protecció ni coberta de llosa. Datades de final del segle xii inicis segle xiii.

La majoria dels enterraments es feren en direcció est a oest, posicionant el cap en l'extrem oest de la fossa. No aparegueren gaires sepultures sobreposades i les superposicions d'aquestes foren mínimes; les diferències de profunditat són notables.
D'aquests enterraments cal destacar l'enterrament núm.66, emergit al llarg de la sisena campanya d'excavacions, duta a terme l'estiu de 1975, a càrrec del Dr.Manuel Riu.
En dit enterrament es localitzà una peça de ceràmica grisa, similar a un càntir, situada entre les tíbies del difunt. La peça es data de finals del segle xi, principis segle xii.
La troballa, junt amb altres localitzades en la comarca del Berguedà i el Bages, porta a pensar al Dr. Riu que durant el segle xii, quan la cristianització devia estar més arrelada a la zona, hi hagué un retorn a costums pre-cristians, "enterrant un mort amb un recipient per a beure, probablement ple d'aigua, per tal de mitigar la set durant el viatge del seu esperit vers l'Eternitat"

## Història
El monestir de St. Sebastià del Sull i la seva rotonda són testimonis d'un hàbitat del s. IX a la zona de Saldes. Un vell camí, procedent de Gòsol, passava prop de l'església parroquial de St. Martí de Saldes, existent el 831. Aquest travessant rius i camps passava pel Sull i arribava fins a St. Llorenç, prop de Berga. L'11 d'agost de l'any 939 una dona devota de nom Honesta i un prevere anomenat Daniel començaren a treballar les terres i a construir l'església dedicada a St Sebastià.
L'any 939 el comte Sunifred II de Cerdanya confirmà les aprisions fetes pel fundador des del bosc de Gresolet fins a la serra d'Ensija i del coll de la Trapa al Pedraforca a l'abat Dracó i la seva comunitat, que era formada per 6 monjos. Malgrat que el cenobi augmentà el seu patrimoni amb la donació d'alguns alous l'any 965, l'any 983 el comte Oliba Cabreta cedí el monestir al monestir de Sant Llorenç prop Bagà i a mitjan segle xi ja no hi residien monjos. En començar el s. XIV i fins al s. XVI dita església era sufragània de St. Sadurní de Maçaners. El monestir restà en poder de Sant Llorenç fins a l'any 1836.
Posteriorment s'hi edificà una masia que fou habitada fins a inicis del segle XX (1910).

## Galeria d'imatges

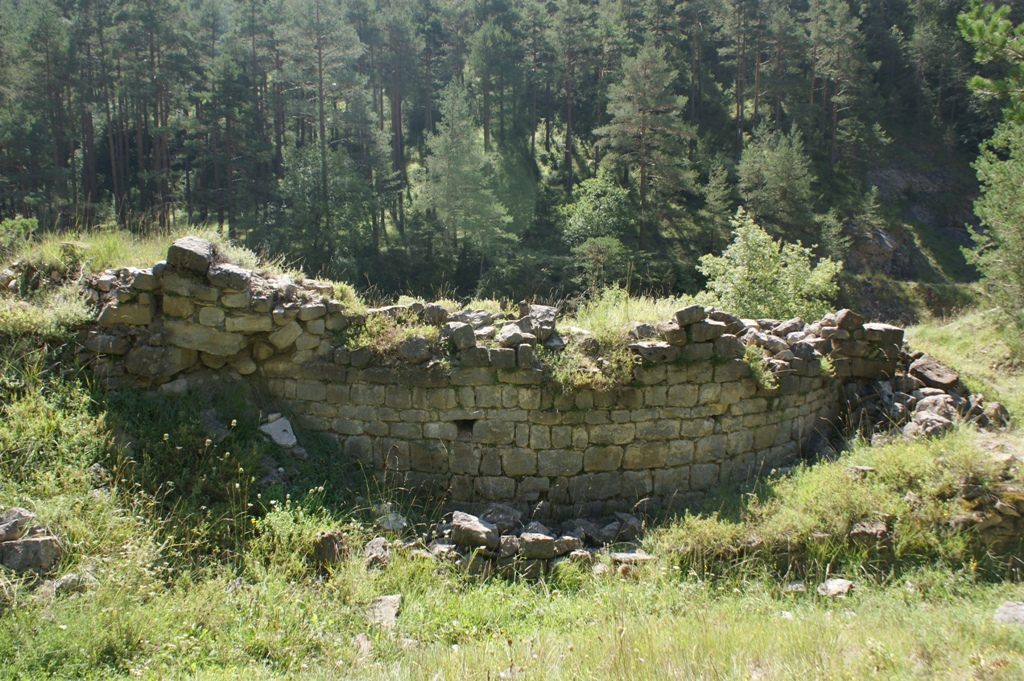
Paret nord nau església
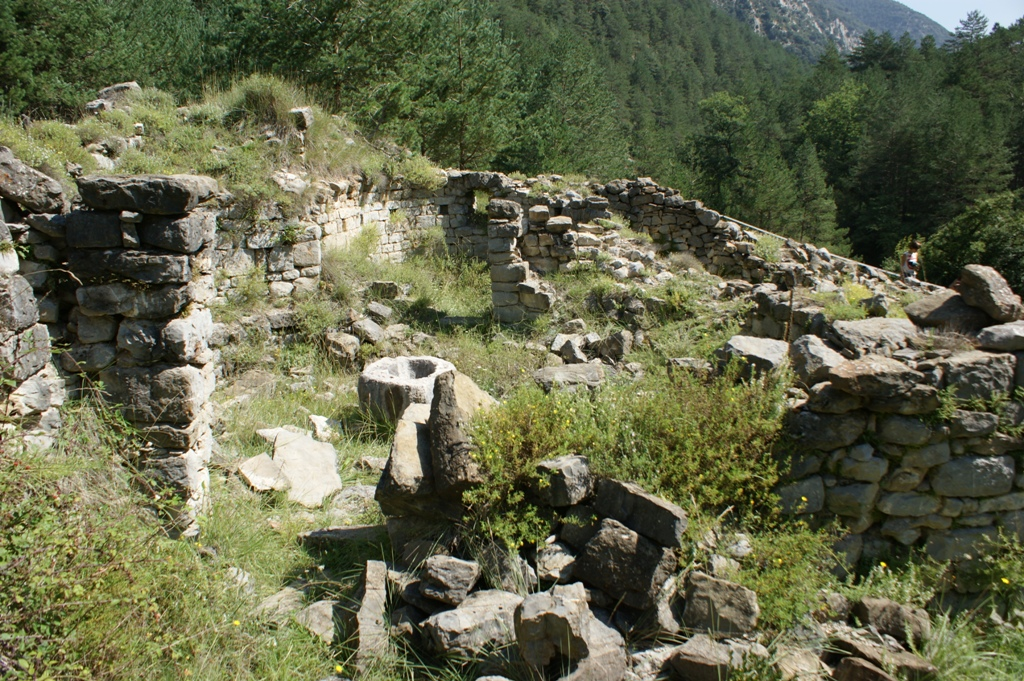
Entrada església, vista est
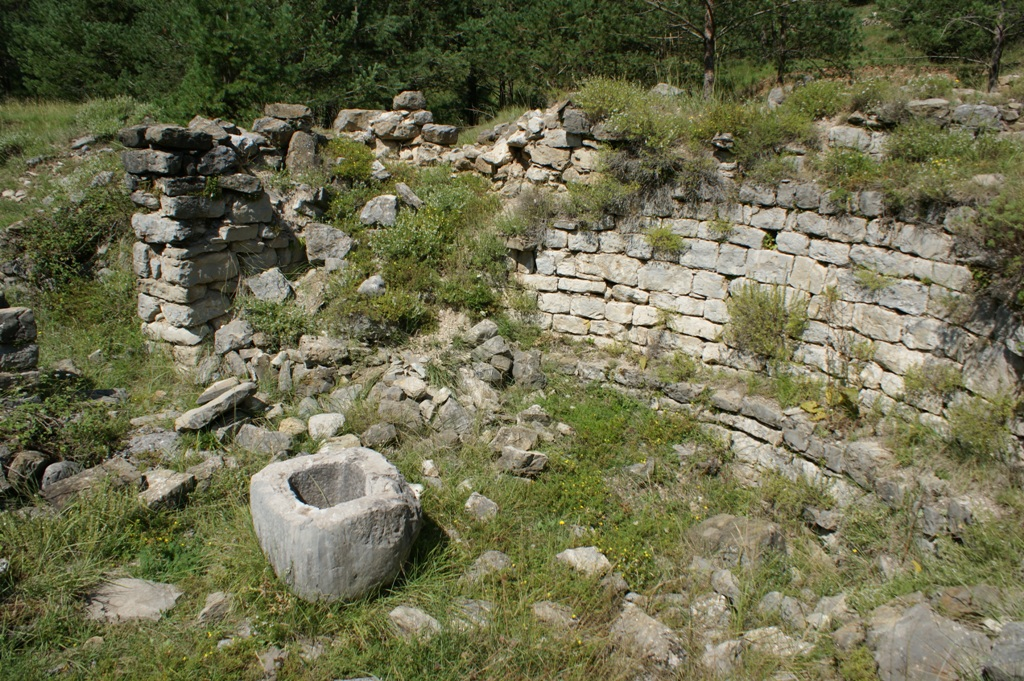
nau església, vista oest